# David Richards (rugby à XV)
Pour les articles homonymes, voir Richards.
Pas d'image ? Cliquez ici

a Compétitions nationales et continentales officielles uniquement.

b Matchs officiels uniquement.
David Stuart Richards, né le 23 mai 1954 à Cwmgwrach, est un joueur de rugby à XV qui joue avec l'équipe du pays de Galles de 1979 à 1983 évoluant au poste de centre. 

## Biographie
David Richards joue en club avec le Swansea RFC de 1972 à 1986. Il obtient sa première sélection internationale le 17 février 1979 contre l'équipe de France et sa dernière le 12 novembre 1983 contre l'équipe de Roumanie. Il participe à la tournée des Lions britanniques en 1980 en Afrique du Sud.

## Statistiques

### En équipe du pays de Galles
- 17 sélections avec l'équipe du pays de Galles.
- Ventilation par année : 2 en 1979, 5 en 1980, 5 en 1981, 4 en 1982, 4 en 1983.
- Cinq Tournois des Cinq Nations disputés : en 1979, 1980, 1981, 1982 et 1983.

### Avec les Lions britanniques
- Une sélection avec les Lions britanniques .
- Sélection par année : 1 en 1980 (Afrique du Sud ).